# Persicaria campanulata
Persicaria campanulata là một loài thực vật có hoa trong họ Rau răm. Loài này được (Hook.f.) Ronse Decr. mô tả khoa học đầu tiên năm 1988.